# 幼泉二十
幼泉二十為王莽始建國二年（公元10年），推行第三次幣制改革的產物。與小泉直一、幺泉一十、中泉三十、壯泉四十、大泉五十並稱為「六泉」，錢徑19mm左右，面值為二十枚小泉直一，是一種不足值貨幣。